# Enrico Arrigoni
Pour les articles homonymes, voir Arrigoni.
Enrico Arrigoni, connu également sous le pseudonyme Frank Brand, né le 20 février 1894 à Pozzuolo Martesana dans la province de Milan et mort le 7 décembre 1986 à New York, est un anarchiste individualiste italien qui exerça divers métiers comme ceux de tourneur-fraiseur, peintre en bâtiment ou encore maçon. Sa pensée est fortement influencée par les travaux de Max Stirner.

## Œuvres
- Freedom: my dream (1937 puis réédité en 1986)
- The totalitarian nightmare (1975)
- The lunacy of the Superman (1977)
- Adventures in the country of the monoliths (1981)

## Notices
- Dictionnaire international des militants anarchistes : notice biographique.
- Chantier biographique des anarchistes en Suisse : notice biographique.
- Paul Avrich, Brand alias Arrigoni, notice biographique.